# NGC 11
NGC 11 (ook wel PGC 642, UGC 73, MCG 6-1-15, ZWG 517.20, ZWG 518.15 of IRAS00061+3710) is een spiraalvormig sterrenstelsel in het sterrenbeeld Andromeda.
NGC 11 werd op 24 oktober 1881 ontdekt door de Franse astronoom Édouard Jean-Marie Stephan.